# Miguel Ángel Klappenbach
Miguel Ángel Klappenbach Childe (4 de mayo de 1920-25 de enero de 2000), fue un biólogo uruguayo. Nació en la ciudad de Dolores, Soriano, aunque durante su infancia se trasladó repetidas veces por el interior del Uruguay, lo que sin duda influyó en su inclinación por las ciencias naturales.

## Biografía
De extensa trayectoria en el ámbito académico, Klappenbach ocupó a lo largo de su trayectoria múltiples puestos: entre otras ocupaciones fue docente en enseñanza secundaria desde la década de 1950. Ya en 1955 se traslada a Montevideo para integrarse como ayudante de zoología al Museo Nacional de Historia Natural, donde pasaría rápidamente a ser jefe de Laboratorios. Se desempeñará primero como curador de la colección malacológica, y ya en 1958 publicará sus primeros trabajos sobre moluscos. Incursiona además en otras ramas académicas como la historia de la ciencia y la antropología. Está a cargo de una expedición al Mato Grosso en 1955 y de otra a la Guyana venezolana en 1957. 
Egresado de la cátedra en biología de la Facultad de Humanidades y Ciencias en 1968, se desempeñaría como docente en dicho centro de estudios. Desde 1974 pasaría a ser además decano interventor de dicha Facultad, cargo desde el cual crearía la cátedra en geología, antropología, entre otras. Permaneció en el cargo hasta su retiro profesional, en 1984.

## Obra
Su producción científica supera los 70 títulos, tanto de investigación como de divulgación. En ellos describió numerosos taxa nuevos para la ciencia que se discriminan de la siguiente manera: tres géneros, un subgénero y doce especies de gastropoda; un género y ocho especies de pelecypoda; dos especies de amphibia y una de reptilia, además de haber esclarecido el status de muchos otros taxa de estos grupos zoológicos.
Falleció en Montevideo el 20 de enero del año 2000.